# Nyssodrysternum laterale
Nyssodrysternum laterale là một loài bọ cánh cứng trong họ Cerambycidae.